# Visions
Visions – szósty studyjny album fińskiego zespołu Stratovarius. Stanowi on muzyczną kontynuacje poprzedniego dzieła grupy – Episode, z większym naciskiem na kompozycje power metalowe. Jest to jedno z najbardziej znanych wydawnictw zespołu, często uważane za ich największe osiągnięcie.

## Lista utworów

### Wydanie oryginalne
1. „The Kiss Of Judas” – 5:49
2. „Black Diamond” – 5:40
3. „Forever Free” – 6:00
4. „Before The Winter” – 6:07
5. „Legions” – 5:44
6. „The Abyss Of Your Eyes” – 5:39
7. „Holy Light” – 5:45
8. „Paradise” – 4:28
9. „Coming Home” – 5:36
10. „Visions (Southern Cross)” – 10:16

Muzykę do "Black Diamond" skomponowali Tolkki i Kotipelto, do pozostałych utworów Timo Tolkki
Słowa do "The Kiss Of Judas", "Forever Free", "The Abyss Of Your Eyes" i "Paradise" Timo Kotipelto, do "Black Diamond" Kotipelto i Tolkki; do pozostałych utworów tekst napisał Timo Tolkki.

### Utwory dodatkowe
1. „Black Diamond” (wersja demo)
2. „Uncertainty” (wersja na żywo)

Oba utwory znalazły się na japońskiej wersji albumu

## Twórcy
- Timo Kotipelto – śpiew
- Timo Tolkki – gitara
- Jari Kainulainen – gitara basowa
- Jens Johansson – instrumenty klawiszowe
- Jörg Michael – instrumenty perkusyjne

## Informacje o albumie
- nagrany: Finnvox Studios
- producent: Timo Tolkki
- mixy: Mikko Karmila
- inżynieria: Mikko Karmila
- okładka: Andreas Marschall
- logo: Markus Itkonen
- fotografie: Dick Lindberg

## Wideografia
- Black Diamond (clip)
- The Kiss Of Judas (clip)